# Jules Noriac

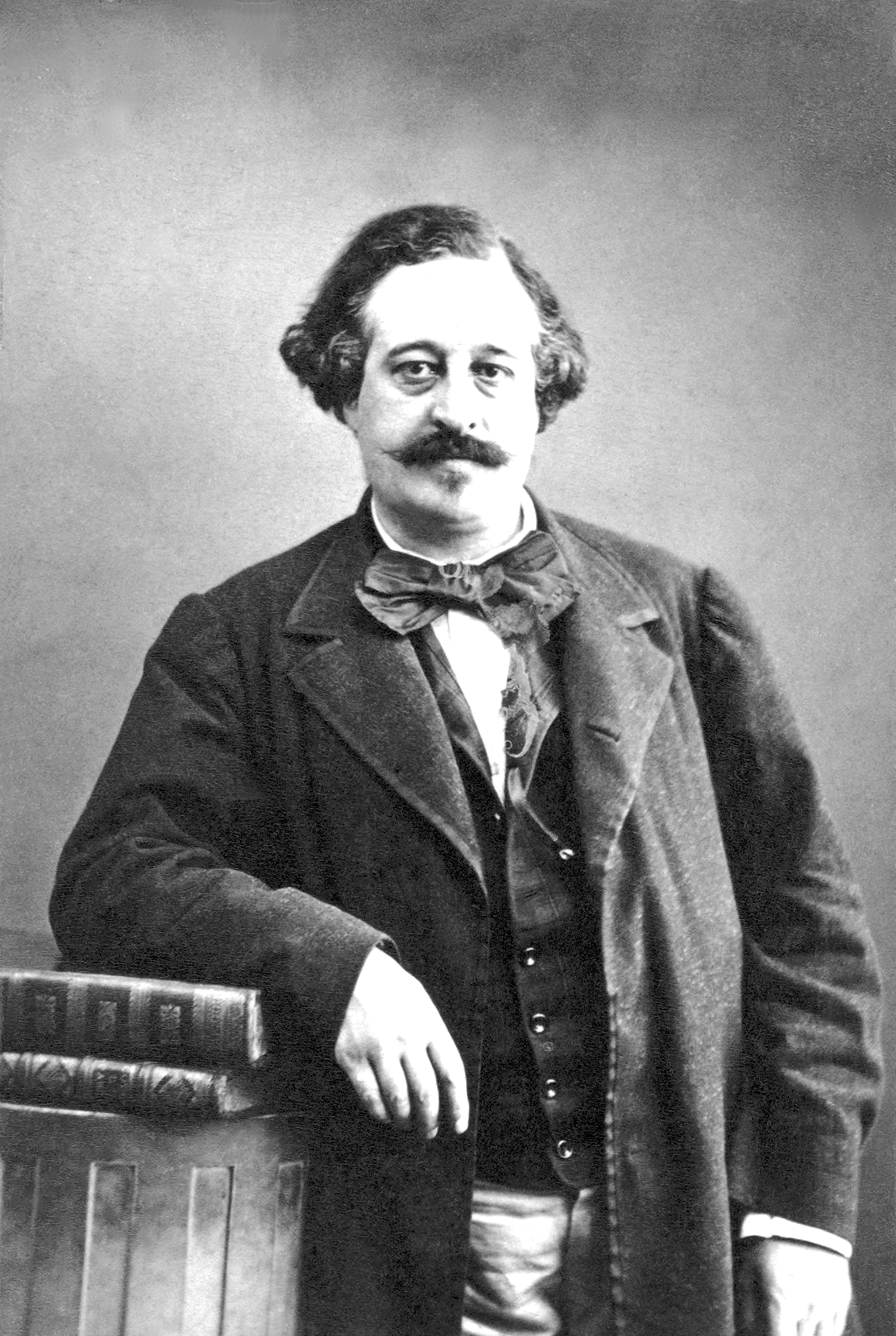
Jules Noriac

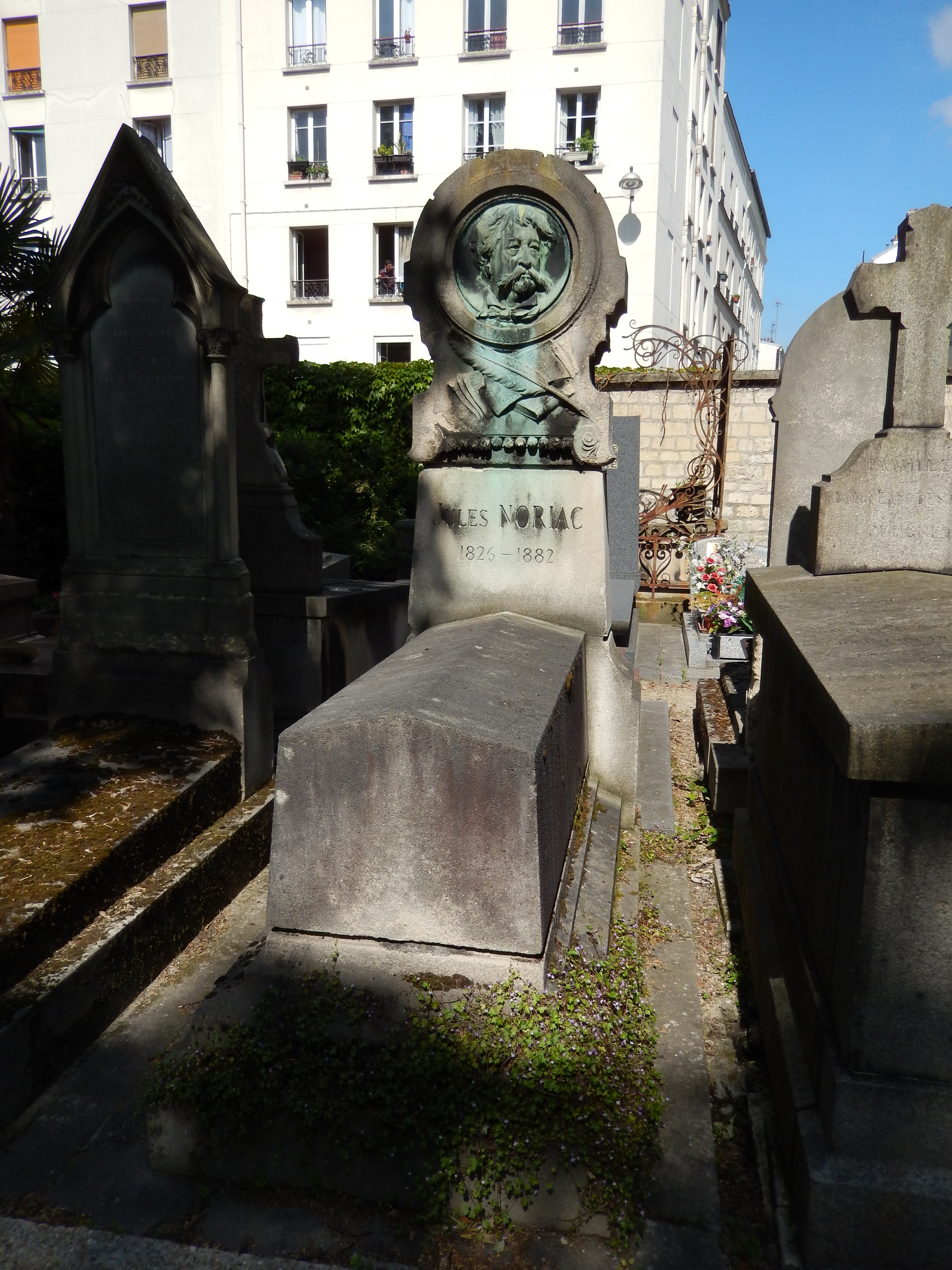
Grab Jules Noriacs auf dem Cimetière de Montmartre

Claude Antoine Jules Cairon genannt  Jules Noriac (* 24. April 1827 in Limoges; † 1. Oktober 1882 in Paris) war ein französischer Schriftsteller und Librettist.
Noriac begann seine schriftstellerische Laufbahn als Feuilletonist der Zeitung Le Figaro und gab später selbst verschiedene Zeitungen heraus. Bekannt wurde er 1860 mit den Humoresken Le cent-unième régiment und La bêtise humaine.
Von 1862 bis 1870 leitete Noriac das Théâtre des Variétés und das Théâtre des Bouffes-Parisiens. In dieser Zeit verfasste er mit Eugène Grangé die Posse La boîte au lait, die später von Jacques Offenbach vertont wurde. Weiterhin war er Autor der Operettenlibretti Le timbale d’argent (vertont von Léon Vasseur) und Pierrette et Jacquot (vertont von Offenbach).

## Werke
- Le cent-unième régiment, Humoreske, 1859
- La bêtise humaine, Humoreske, 1860
- Le grain de sable, 1861
- Les mémoires d’un baiser, 1863
- La dame à la plume noire, 1863
- Le journal d’un flâneur, 1865
- Le capitaine Sauvage, 1866
- La maison verte (4 Bände), 1876
- La grande veuve, 1876
- La boîte au lait, Posse
- Le timbale d’argent, Operettenlibretto
- Pierrette et Jacquot, Operettenlibretto